# مانولو گابیادینی
مانولو گابیادینی (ایتالیایی: Manolo Gabbiadini؛ زادهٔ ۲۶ نوامبر ۱۹۹۱) بازیکن فوتبال اهل ایتالیا است که برای باشگاه سمپدوریا بازی می‌کند.
وی همچنین در تیم ملی فوتبال ایتالیا بازی کرده‌است.